# Sick Again
«Sick Again» es una canción de la banda británica de rock Led Zeppelin incluida en su álbum Physical Graffiti, de 1975. Fue escrita por Robert Plant.
La canción tiene una duración aproximada de 4:40 y la letra habla de un grupo de adolescentes groupiesde las cuales Robert Plant se compadeció debido a que acudían a los hoteles para ofrecerles "favores" a los integrantes de la banda. Los integrantes de la banda conocieron a estas groupies en el tour de 1973 por Estados Unidos.
La estructura musical de la canción se alterna en un blues en la escala de E menor de guitarra y bajo, la cual va acompañando los versos de la voz, seguido de una poderosa secuencia de acordes en la escala pentatónica de E menor en respuesta al verso anterior. Es agregado un importante riff de arpegio con solos de guitarra en la sección del coro, luego el riff del inicio es usado como puente para que en el transcurso de la canción pueda entrar Jimmy Page con su solo de guitarra. Cabe destacar la fuerte presencia de la batería con solos e interludios a cargo de John Bonham quien completa la sección rítmica con el bajo a cargo de John Paul Jones.
El último sonido de la canción viene luego de un abrupto corte y un sonido de guitarra efectuado por un eco procesado con una técnica de Pick scrape de la guitarra de page para cerrar la canción, aunque después se puede oír tocer ligeramente a John Bonham.
La canción se convirtió en una pieza fundamental en los conciertos de Led Zeppelin, ya que fue interpretada en la gira de 1975 y en la gira por Norteamérica en 1977. En esta última la canción se tocaba justo después de The Song Remains the Same y era acompañada por una pequeña introducción de The Rover. Jimmy Page utilizaba su guitarra Gibson EDS-1275 de doble mástil. La canción fue interpretada en los dos conciertos realizados en Knebworth en 1979, pero fue abandonada para la gira europea de 1980.
Jimmy Page interpretó esta canción junto The Black Crowes en una gira en 1999. Esta versión se puede encontrar en el álbum Live At The Greek.
- Datos: Q3179984